# Świergotek tundrowy
Świergotek tundrowy (Anthus gustavi) – gatunek małego wędrownego ptaka z rodziny pliszkowatych (Motacillidae). Występuje na północy i wschodzie krainy palearktycznej; zimuje głównie w Indonezji i na Filipinach. Nie jest zagrożony wyginięciem.

## Systematyka
Międzynarodowy Komitet Ornitologiczny (IOC) wyróżnia dwa podgatunki A. gustavi:
- świergotek tundrowy (A. gustavi gustavi) – północno-zachodnia Rosja do Kamczatki, Wyspy Komandorskie. Populacja z Wysp Komandorskich jest przez niektórych autorów wydzielana do osobnego podgatunku A. gustavi stejnegeri[5].
- świergotek ussuryjski (A. gustavi menzbieri) – południowo-wschodnia Syberia i północno-wschodnie Chiny; nie wiadomo, gdzie zimuje[5].

## Morfologia
Długość ciała od 14 do 15 centymetrów. Rozpiętość skrzydeł wynosi 23–25 centymetrów. Masa ciała waha się pomiędzy 20 a 26 g.
Górna część ciała jest żółta, oliwkowo-brązowa z rozproszonymi czarnymi paskami biegnącymi wzdłuż ciała, które najbardziej uwidocznione są na głowie. Kuper i ogon są zabarwione na zielono. U niektórych osobników także na tych częściach ciała występują również ciemniejsze paski. Brzuch świergotka jest w kolorze kremowym bądź białym. Zewnętrzne sterówki są częściowo białe. Nad okiem znajduje się jaśniejszy, nie zawsze widoczny pasek. Oczy są ciemnobrązowe, otoczone dwoma pierścieniami kremowych piór. Nogi są czerwono-cieliste.

## Występowanie
Obszar występowania świergotka rozciąga się od rzeki Peczory aż do Półwyspu Czukockiego. Występuje także na Kamczatce i Wyspach Komandorskich. Na siedliska wybiera najchętniej miejsca o gęstej roślinności w pobliżu ujść rzek, chociaż można go spotkać także w tundrze. Świergotek zimę spędza najczęściej w Indonezji bądź na Filipinach.
W Polsce odnotowany dwa razy, jednak został usunięty z listy awifauny krajowej w wyniku przeprowadzonej w 2013 roku rewizji generalnej wielu wcześniej akceptowanych stwierdzeń.

## Tryb życia
Świergotek odżywia się przede wszystkim bezkręgowcami, które znajduje w ziemi. Składa 4–6 jaj w gnieździe naziemnym. Jaja wysiadywane są przez oboje rodziców przez 13 dni. Młode ptaki zaczynają latać po 12–14 dniach od wylęgu.

## Status i ochrona
Międzynarodowa Unia Ochrony Przyrody (IUCN) uznaje świergotka tundrowego za gatunek najmniejszej troski (LC – Least Concern). Liczebność światowej populacji nie została oszacowana. W 2015 roku BirdLife International szacowała liczebność populacji europejskiej na zaledwie 10–100 par lęgowych. Ze względu na brak dowodów na spadki liczebności bądź istotne zagrożenia dla gatunku organizacja ta uznaje globalny trend liczebności populacji za prawdopodobnie stabilny.
Z racji usunięcia świergotka tundrowego z listy polskiej awifauny nie jest wymieniony w Rozporządzeniu Ministra Środowiska z dnia 16 grudnia 2016 r. w sprawie ochrony gatunkowej zwierząt, choć jeszcze w poprzednim rozporządzeniu z 2014 roku był wymieniany.